# Santa Maria Mater Domini

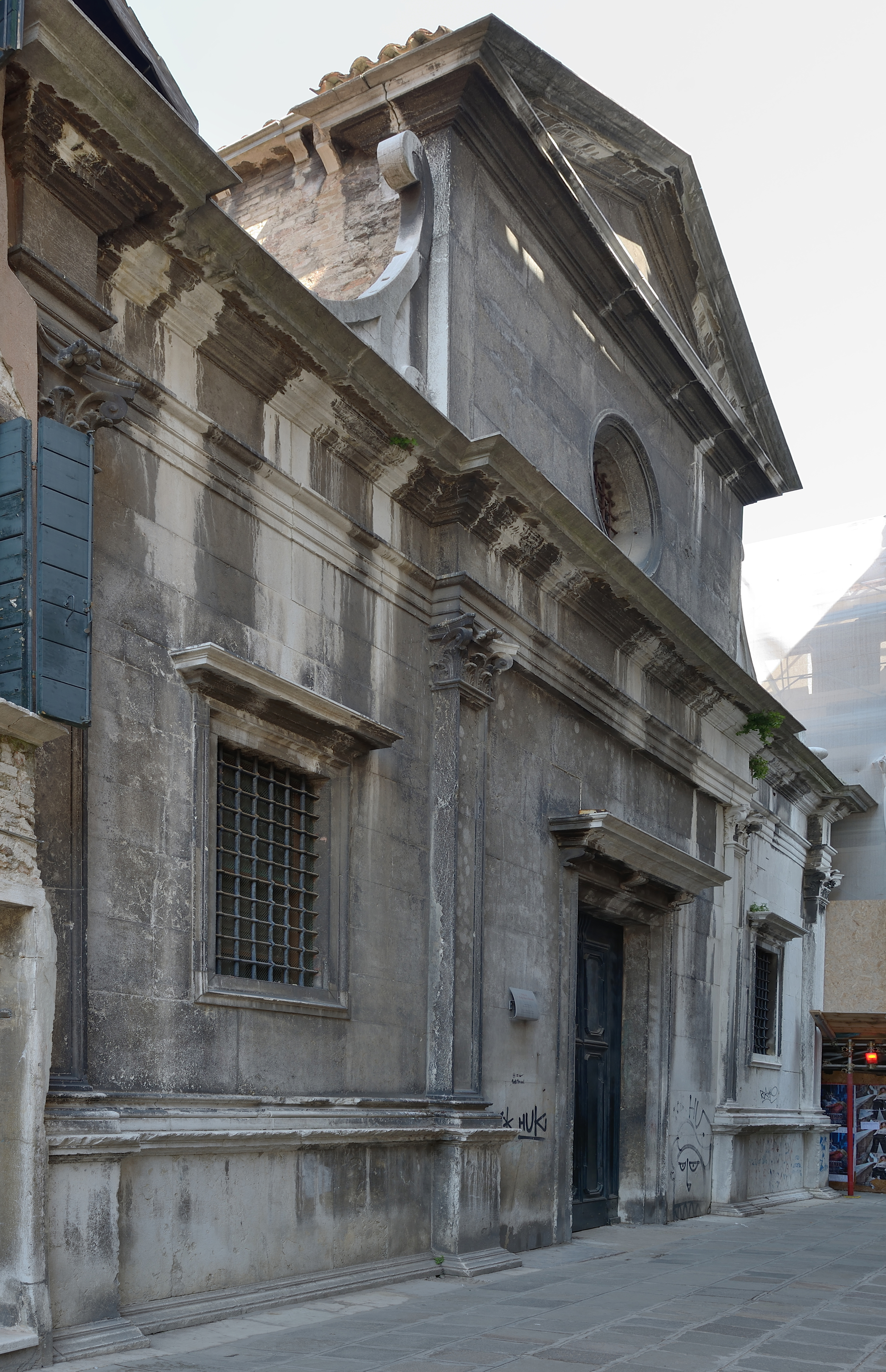
Fassade

Die venezianische Kirche Santa Maria Mater Domini befindet sich im Sestiere Santa Croce. Während die ursprüngliche Kirche um 960 gegründet wurde, entstand das heutige Gebäude erst zu Beginn des 16. Jahrhunderts.

## Geschichte
Der Überlieferung nach wurde die Kirche von den Familien Zane und Cappello im Jahr 960 errichtet. Sie gehörte zum Kloster Santa Cristina. 1105 fiel die Kirche, wie zahlreiche andere, einem Stadtbrand zum Opfer. Ab 1123 gehörte die Kirche zu den fünf sogenannten Chieresie. Dies waren fünf Vereinigungen von Priesterschaften, die es sich zur Aufgabe gemacht hatten, für die Verstorbenen öffentlich zu beten. Diese waren der Überlieferung nach erstmals 977 unter dem Dogen Pietro I. Orseolo entstanden. Durch großzügige Ausstattung seitens zahlreicher Spender wurden neben den fünf ursprünglichen Kirchen, also San Michele Arcangelo, SS Ermagora e Fortunato, San Silvestro und Santa Maria Mater Domini im Jahr 1192 auch noch San Luca hinzugefügt. Der heutige Name des Platzes und der Kirche mit ihrer Marienwidmung ist seit 1128 belegt.

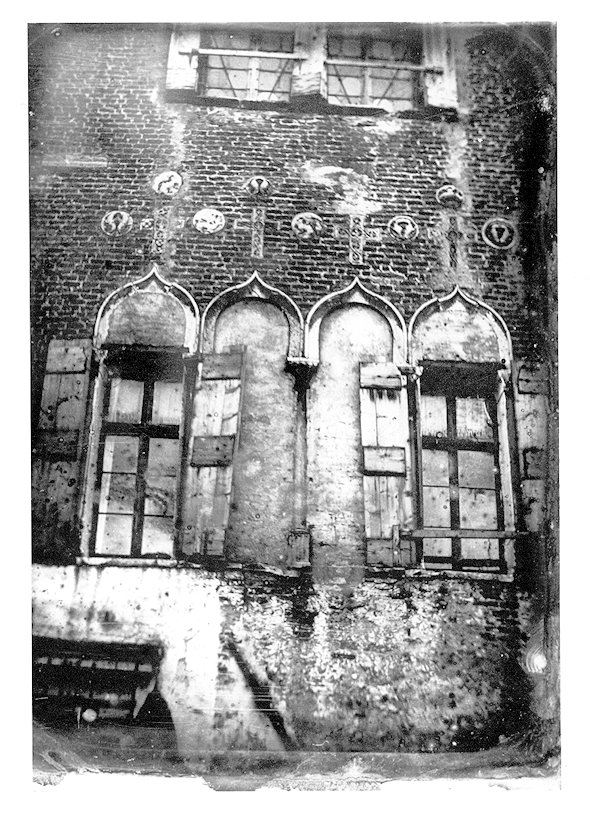
John Ruskin: Daguerreotypie der Casa degli Zane von 1850/1851

Blick auf die Südseite des Campo mit dem Palazzo Zane

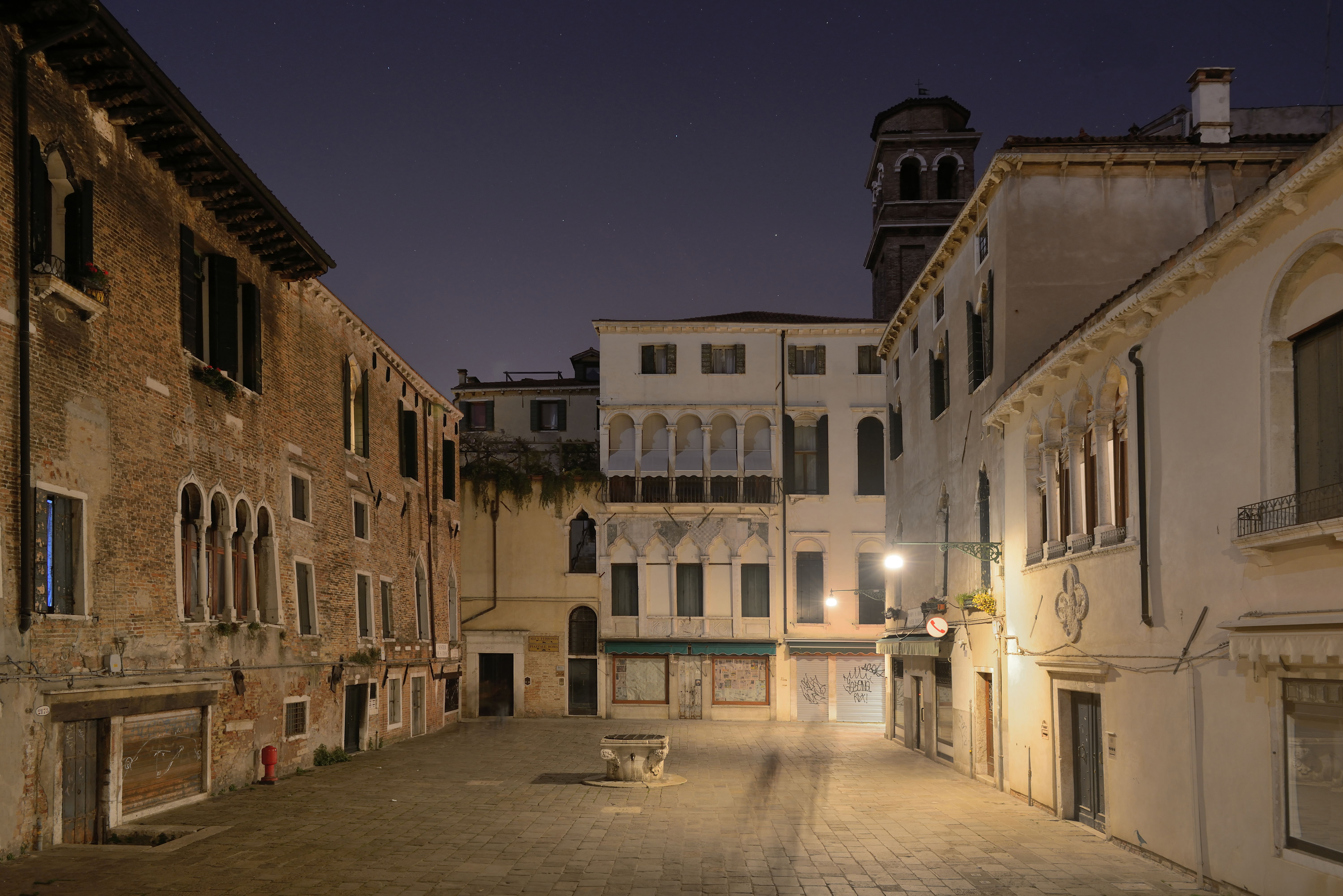
Blick Richtung Westen

Mit einem apostolischen Brief Papst Clemens’ III. wurde sie 1188 als Gemeindekirche der Kirche San Pietro di Castello unterstellt. An der Kirche hatte die Familie Agnella oder Agnello ihren Besitz, zu der, folgt man Giuseppe Tassini (S. 11), ein Lunardo dall'Agnella gehörte, ein Getreidehändler, der der Stadt im Zuge des Chioggia-Krieges nicht nur sich selbst und seine gesamte familia für einen ganzen Monat zur Verfügung stellte, sondern darüber hinaus 150 Ruderer für die gleiche Zeit finanzierte. 1381 wurde er zum Dank dafür in den Großen Rat gewählt, blieb jedoch bei den esclusi, denjenigen also, die keinen Zugang zum Saal des Großen Rates im Dogenpalast erhielten. Auf ihn geht der Name der auf den Platz führenden Brücke Ponte dell'Agnello zurück.
Das ursprünglich an byzantinischen Vorbildern orientierte Gebäude wurde 1503 abgerissen. Möglicherweise stammt der Entwurf für die Fassade von Mauro Codussi, doch wurde sie auch bereits Jacopo Sansovino, Pietro Lombardo, Giovanni Buora und anderen Künstlern zugeschrieben. 1524 wurden die Altäre fertiggestellt und am 25. Juli 1540 wurde das Bauwerk vom Bischof von Sebenico Giovanni Lucio Stafileo geweiht. Seit 1509 siedelten sich Juden um die Kirche an, ebenso wie um San Cassian, San Polo und Sant'Agostino.
Unter Napoleon wurde die Kirche 1807 zur bloßen Filialkirche der Gemeinde San Stae, dann 1810 von San Cassian. 1952 wurde Santa Maria Mater Domini wieder zur Vicariale von San Stae, um 1970 wieder als Chiesa sussidiaria zu San Cassian zurückzukehren.

## Beschreibung

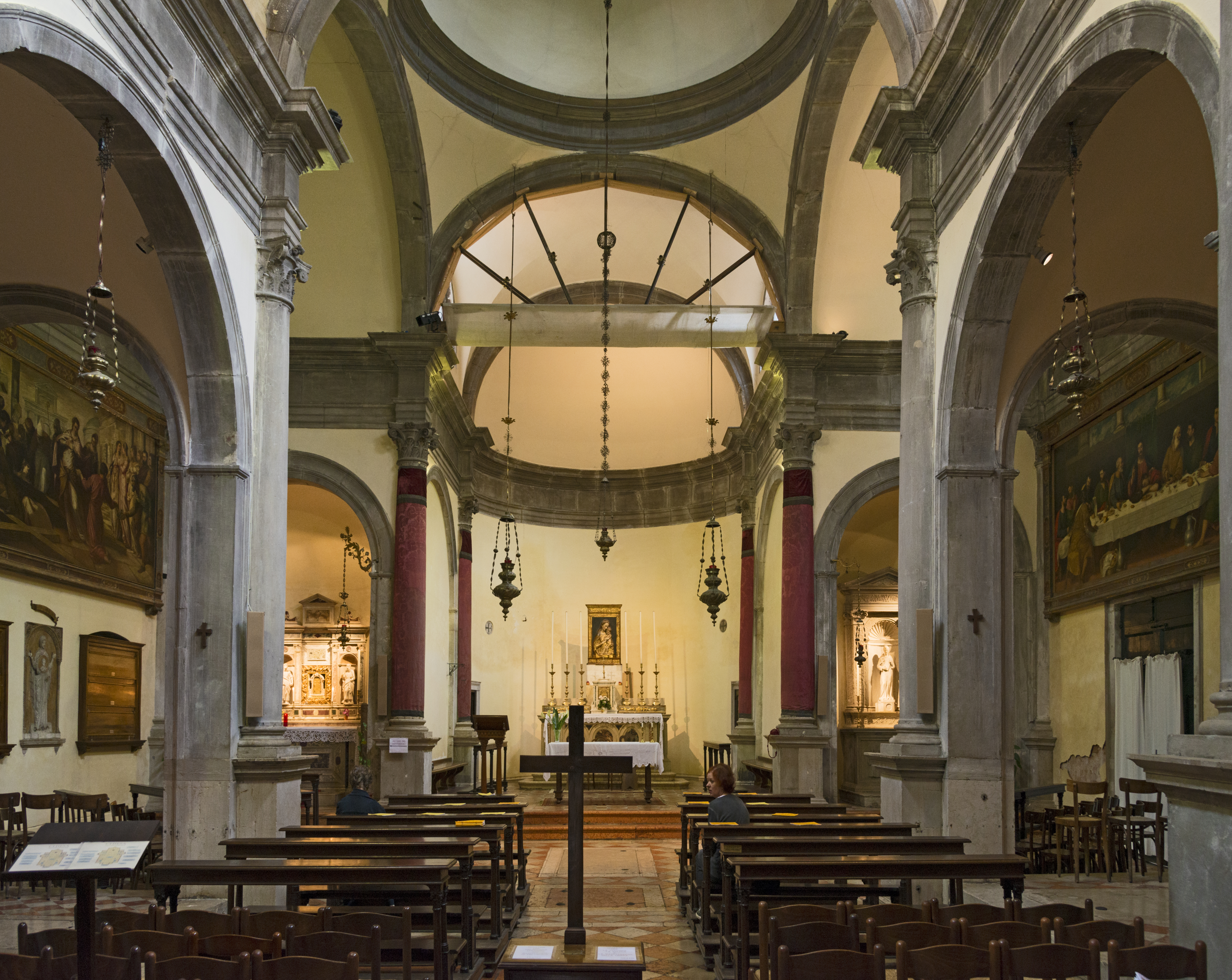
Innenraum

Die Fassade von Santa Maria Mater Domini blickt zwar auf den gleichnamigen Platz, doch liegt sie leicht versetzt zur Hauptachse des Platzes. Dies hängt möglicherweise damit zusammen, dass dort das 1914 abgerissene Kloster stand, dessen Platz später ein Gefängnis einnahm.
Der Innenraum ist in den reinen und strengen, aber sehr eleganten Formen der Renaissance gehalten. Der Grundriss entspricht einem griechischen Kreuz mit einer Kuppel oberhalb des Kreuzungspunktes von Quer- und Hauptschiff. In der Vierung wird die Schlichtheit der Architektur etwas durch Dreiviertelsäulen mit Komposit-Kapitellen aufgelockert. Das Hauptschiff und die vier Seitenkapellen werden von glatten Pilastern begrenzt, auf denen sich Rundbögen wölben. Pilaster, Säulen, Gebälk und alle Gurte sind durch die Verwendung grauen Steins von den ansonsten weißgekalkten Wänden hervorgehoben. Am Ende des Chorraumes öffnet sich die halbkreisförmige Apsis mit einem holzgeschnitzten und teilvergoldeten Madonnenrelief am Hauptaltar. Zu beiden Seiten befinden sich zwei kleine Nischenkapellen.
Im Querschiff befindet sich die Auffindung des Kreuzes, eine Pala von Tintoretto, dazu eine Betende Madonna, ein Marmorrelief des 13. Jahrhunderts. Der Contarini-Altar, der zweite links, ist mit der Transfiguration von Francesco Bissolo aus dem Jahr 1512 geschmückt, während die Statuen fast ausschließlich von Lorenzo Bregno stammen. Von Interesse ist auch der zweite Altar rechts mit einer Hl. Christina in Anbetung Christi (1520) von Vincenzo Catena.
Der Campanile oder Glockenturm wurde 1741 wieder aufgerichtet, nachdem der Vorgängerbau 1738 zusammengebrochen war.